# Précieuse
Précieuse (Prețioasa) a fost sabia lui Baligant, regele sarazinilor din poemul epic francez Cântecul lui Roland care datează de la mijlocul secolului al XII-lea. Se presupune că  Baligant și-ar fi numit astfel sabia ca reacție la celebritatea sabiei lui Carol cel Mare, denumită Joyeuse (Vesela).